# Mid-Essex League
Mid-Essex Football League là một giải đấu bóng đá Anh. Hạng đấu cao nhất, Premier Division, nằm ở cấp độ 13 của Hệ thống các giải bóng đá ở Anh và góp đội cho Essex Olympian Football League. Giải đấu có tổng cộng 7 hạng đấu (Premier và One đến Six).

## Các Câu lạc bộ mùa giải 2014–15
Premier Division
- AFC Cranham
- Beacon Hill Rovers
- Braintree & Bocking United
- Great Baddow
- Laindon Orient
- St. Clere's
- Silver End United
- Stifford Town
- Tillingham Hotspur
- United Chelmsford Churches

Division One
- Academy Soccer
- Battlesbridge
- Boreham
- CT 66
- Dunmow Rhodes
- Focus Ferrers
- Harold Wood Athletic 'A'
- Hutton 'A'
- Iona
- Pro Essex
- Sandon Royals
- White Hart United

Division Two
- Durning
- Flitch United
- Frenford Senior 'A'
- Great Baddow Dự bị
- Haver Town
- Perimo
- Runwell Hospital 'A'
- Stock United
- White Notley Dự bị

Division Three
- Benfleet 'A'
- Extreme United
- Great Leighs Athletic
- Hutton 'B'
- Latchingdon
- Mayland Village
- Mundon Victoria
- Real Maldon
- St. Clere's Dự bị
- St. Margaret's
- Writtle

Division Four
- AFC Horndon
- Beacon Hill Rovers Dự bị
- CT 66 Dự bị
- Dunmow Rhodes Dự bị
- Felsted Rovers
- Harold Wood Altetic 'B'
- Haver Town Dự bị
- Kenson
- Marconi Athletic
- Pro Athletic
- Red Brendan's FC
- Sparta Basildon

Division Five
- Braintree & Bocking United Dự bị
- Burnham Athletic
- City Colts
- E2V Technologies
- Focus Ferrers Dự bị
- Galleywood 'A'
- Latchingdon Dự bị
- Leigh Ramblers 'A'
- Maldon & Tiptree Athletic
- Rayne United
- Writtle Dự bị

Division Six
- Baddow Blues
- Burnham Athletic Dự bị
- Exiles
- Felstead Rovers Dự bị
- Flitch United 'A'
- Laindon Orient Dự bị
- Maldon Saints
- Marconi Athletic Dự bị
- Mundon Victoria Dự bị
- Old Chelmsfordians 'A'
- United Chelmsford Churches Dự bị
- Writtle Manor

## Nhà vô địch
Premier Division
- 2007–08 – Southminster St. Leonards
- 2008–09 – Braintree & Bocking United[1]
- 2009–10 – Braintree & Bocking United
- 2010–11 – Scotia Billericay
- 2011–12 – Great Baddow
- 2012–13 – Great Baddow
- 2013–14 – Great Baddow

Division One
- 2007–08 – Springfield Rouge
- 2008–09 – Byfleet Rangers
- 2009–10 – St Clere's
- 2010–11 – Scotia Billericay Dự bị
- 2011–12 – Writtle Manor
- 2012–13 – Tillingham Hotspur
- 2013–14 – Beacon Hill Rovers

Division Two
- 2007–08 – Marconi Athletic
- 2008–09 – Manford Way 'B'
- 2009–10 – Ferrers Athletic
- 2010–11 – Manford Way 'B'
- 2011–12 – Debden Sports 'A'
- 2012–13 – CT
- 2013–14 – Dunmow Rhodes

Division Three
- 2007–08 – Great Baddow
- 2008–09 – Battlesbridge
- 2009–10 – Broomfield
- 2010–11 – White Hart United
- 2011–12 – Tillingham Hotspur
- 2012–13 – Dunmow Rhodes
- 2013–14 – Great Baddow Dự bị

Division Four
- 2007–08 – Battlesbridge Dự bị
- 2008–09 – Braintree & Bocking United Dự bị
- 2009–10 – White Hart United
- 2010–11 – Tillingham Hotspur
- 2011–12 – Laindon Orient
- 2012–13 – Great Baddow Dự bị
- 2013–14 – Real Maldon

Division Five
- 2007–08 – Little Waltham Dự bị
- 2008–09 – Great Baddow Dự bị
- 2009–10 – St Clere's Dự bị
- 2010–11 – Laindon Orient
- 2011–12 – Extreme United
- 2012–13 – Real Maldon
- 2013–14 – Haver Town 'B'

Division Six
- 2011–12 – Dunmow
- 2012–13 – Haver Town
- 2013–14 – Writtle Dự bị